# Glewlwyd
Glewlwyd Gafaelfawr ['gleuluid ga'vailvaur], auch Glewlwyd Gavaelvawr („der kühne Graue mit dem kräftigen Zugriff“), ist der Name eines Torwächters in der Walisischen Mythologie.

## Mythologie
Glewlwyd Gafaelfawr wird in drei Erzählungen aus dem walisischen Sagenkreis als Torwächter am Hofe von König Artus genannt. Zwei davon sind aus den „drei Romanzen“ (Y Tair Rhamant) der walisischen Literatur, nämlich Gereint fab Erbin („Gereint, der Sohn des Erbin“) und Iarlles y Ffynnawn („Die Herrin der Quelle“).
„Und wenn auch gesagt wurde, dass ein Pförtner am Hofe Arthurs war, es gab dennoch keinen. Hingegen war Glewlwyd Gavaelvawr vom Range eines Pförtners da, um die Fremden und Weithergereisten zu empfangen, und um ihnen als erste Ehre zu erweisen und ihnen die Sitten und Gewohnheiten des Hofes bekanntzumachen: um es jedem kundzutun, der ein Recht darauf hatte, in die Halle oder das Gemach zu gehen, und einem jeden, der ein Anrecht auf eine Herberge hatte.“ (Iarlles y Ffynnawn)
In der dritten Erzählung, Mal y kavas Kulhwch Olwen („Wie Kulhwch Olwen errungen hat“), gibt es ein Streitgespräch zwischen Glewlwyd und Kulhwch, als er diesen nicht in den Thronsaal vorlassen will.
„Außer einem Prinzen aus einem rechtmäßigen Königreich oder einem Handwerker, der sein Werk bringt, wird keiner hereingelassen.“
Durch eine magische Schmähung (irisch: Glám dícenn) gelingt es Kulhwch, den Einlass zu erzwingen. In dieser Sage und auch in Gereint fab Erbin wird berichtet, dass Glewlwyd nur an besonderen Festtagen das Amt selbst ausübe, an normalen Tagen aber von seinen Untergebenen vertreten werde.
„Ich bin Arthurs Türhüter an jedem ersten Jänner. Jedoch meine Stellvertreter sind das übrige Jahr hindurch niemand anderer als Huandaw und Gogigwr und Laesgymyn und Penpingyon, der auf dem Kopf geht, um seine Füße zu schonen, weder himmel- noch erdwärts, sondern wie ein Stein über den Boden des Palastes rollend.“
In der ältesten der Erzählungen, Pa ŵr yw’r porthor? („Wer ist der Torwächter?“), verlangt Glewlwyd von König Artus selbst, sich und seine Begleiter vorzustellen, ehe er sie hereinlässt. Hier ist er allerdings der Wächter einer anderen Festung – eines Riesen –, wie aus dem Inhalt zu erkennen ist.
„Wer ist der Pförtner?“ – „Glewlwyd Gavaelvawr. Wer fragt?“ – „Arthur und der schöne Kei.“ – „Wer ist mit euch?“ – „Die besten Männer der Welt.“ – „Du kommst [mir] nicht in mein Haus! Wenn du sie mir nicht zeigst!“
Er wird in den Trioedd Ynys Prydein („Die Triaden der Insel Britannien“) als einer der „unerträglichen Ritter am Hofe Arthurs“ bezeichnet, weil man ihm wegen seiner Wildheit und Stärke nichts abschlagen konnte.
Bei diesen „Türhütergesprächen“ (Birkhan) handelt es sich um immer wiederkehrende Versatzstücke keltischer heroischer Dichtung. Auch Lugh kann sich erst auf diese Weise den Zutritt zu den Túatha Dé Danann und die Königswürde verschaffen.